# Belvís (Aude)
|  | Per a altres significats, vegeu «Belvis del Jarama». |

Belvís (occità) o Belvis (francès) és un municipi francès al departament de l'Aude (regió d'Occitània). L'1 de gener del 2022 tenia 162 habitants.